# Кон, Майк (программист)
Майк Кон (англ. Mike Cohn; род. 25 августа 1962, Анахайм, Калифорния) — американский эксперт в области разработки программного обеспечения, известный своим вкладом в развитие гибких методологий, в частности Scrum и Agile. Является одним из основателей и лидеров Scrum Alliance, одной из ведущих организаций, продвигающих Scrum как метод управления проектами.

## Биография
Родился в 1962 году в Анахайме, штат Калифорния, США. Получил степень магистра компьютерных наук в университете Айдахо.

### Карьера
Майк Кон начал свою карьеру в индустрии разработки программного обеспечения в начале 1980-х годов в качестве программиста APL и BASIC, после перешел на C++ и Java, и начав возглавлять группу разработчиков. Получив образование в области информатики и управления, он посвятил свою профессиональную жизнь совершенствованию процессов разработки и внедрению гибких методологий.
В 2001 году Кон основал компанию «Mountain Goat Software», которая специализируется на обучении и консультациях по Scrum. В данной компании Кон возглавлял проекты по разработке программного обеспечения и консультировал компании по внедрению Agile-практик. Опыт и глубокое понимание Scrum и Agile сделали его востребованным спикером, консультантом и тренером.

### Личная жизнь
В настоящее время Майк Кон продолжает активно участвовать в конференциях, вести блоги и делиться своим опытом с профессиональным сообществом. Он также занимается обучением и наставничеством, помогая новым поколениям специалистов осваивать Agile-подходы к разработке программного обеспечения.

## Вклад в развитие Scrum и Agile
Майк Кон известен как один из ведущих популяризаторов методологий Scrum и Agile. Он является автором нескольких книг, которые стали важными источниками знаний для практиков Scrum, а также книг по программированию на Java и C++.

### Scrum Alliance
В 2001 году Майк Кон вместе с Кеном Швабером и Эстером Дерби основал Scrum Alliance — некоммерческую организацию, которая занимается продвижением и развитием Scrum по всему миру. Scrum Alliance организует тренинги, сертификацию и поддерживает сообщество профессионалов, практикующих Scrum. Коэн внёс значительный вклад в создание учебных программ и материалов, которые используются в обучении тысяч специалистов.

### Влияние и признание
Благодаря своим книгам, лекциям и тренингам, Майк Кон получил широкое признание как один из лидеров Agile-движения. Его работы оказали значительное влияние на способы, которыми компании разрабатывают и управляют программным обеспечением, делая процессы более гибкими, адаптивными и ориентированными на результат.
Был основным докладчиком по теме «АДАПТАЦИЯ к Agile для дальнейшего успеха» на конференции Agile 2010, представленной Agile Alliance. В 2012 году Кон занял первое место в списке 20 самых влиятельных Agile-людей.
Кон является сторонником проведения стендап-встреч, особенно подчеркивая важность проведения их стоя. Командам рекомендуется придумать свои собственные правила для улучшения этих встреч, например штрафовать людей, которые опаздывают на них. Опрос, проведенный в 2011 году среди технических сотрудников со всего мира, показал, что 78 % из них ежедневно проводят стендап-встречи.

## Публикации
- Java Developer’s Reference (1996)[12]
- Database Developer’s Guide With Borland C++5: (Sams Developers Guide) (1996)[13]
- Sams Teach Yourself Visual Café 2 in 21 Days (1997)[14]
- Web Programming With Visual J++ (1997)[15]
- User Stories Applied: For Agile Software Development (2004) — в книге детально рассматривается концепция пользовательских историй и объясняется, как их использовать для создания эффективных и гибких требований к программному обеспечению[16].
- Agile Estimating and Planning (2005) — книга фокусируется на методах оценки и планирования в Agile-проектах, давая практические рекомендации по управлению проектами с использованием гибких подходов[17].
- Succeeding with Agile: Software Development Using Scrum (2009) — руководство по внедрению Scrum в организациях, начиная от первых шагов до полного развертывания методологии[18].